# Oporinia christyi
Oporinia christyi là một loài bướm đêm trong họ Geometridae.